# Châteaugay
Châteaugay is een gemeente in het Franse departement Puy-de-Dôme (regio Auvergne-Rhône-Alpes). De plaats maakt deel uit van het arrondissement Riom en van het gemeentelijk samenwerkingsverband Clermont Auvergne Métropole. Châteaugay telde op 1 januari 2022 3.143 inwoners.

## Geografie
De oppervlakte van Châteaugay bedroeg op 1 januari 2022 9,08 vierkante kilometer; de bevolkingsdichtheid was toen 346,1 inwoners per km².

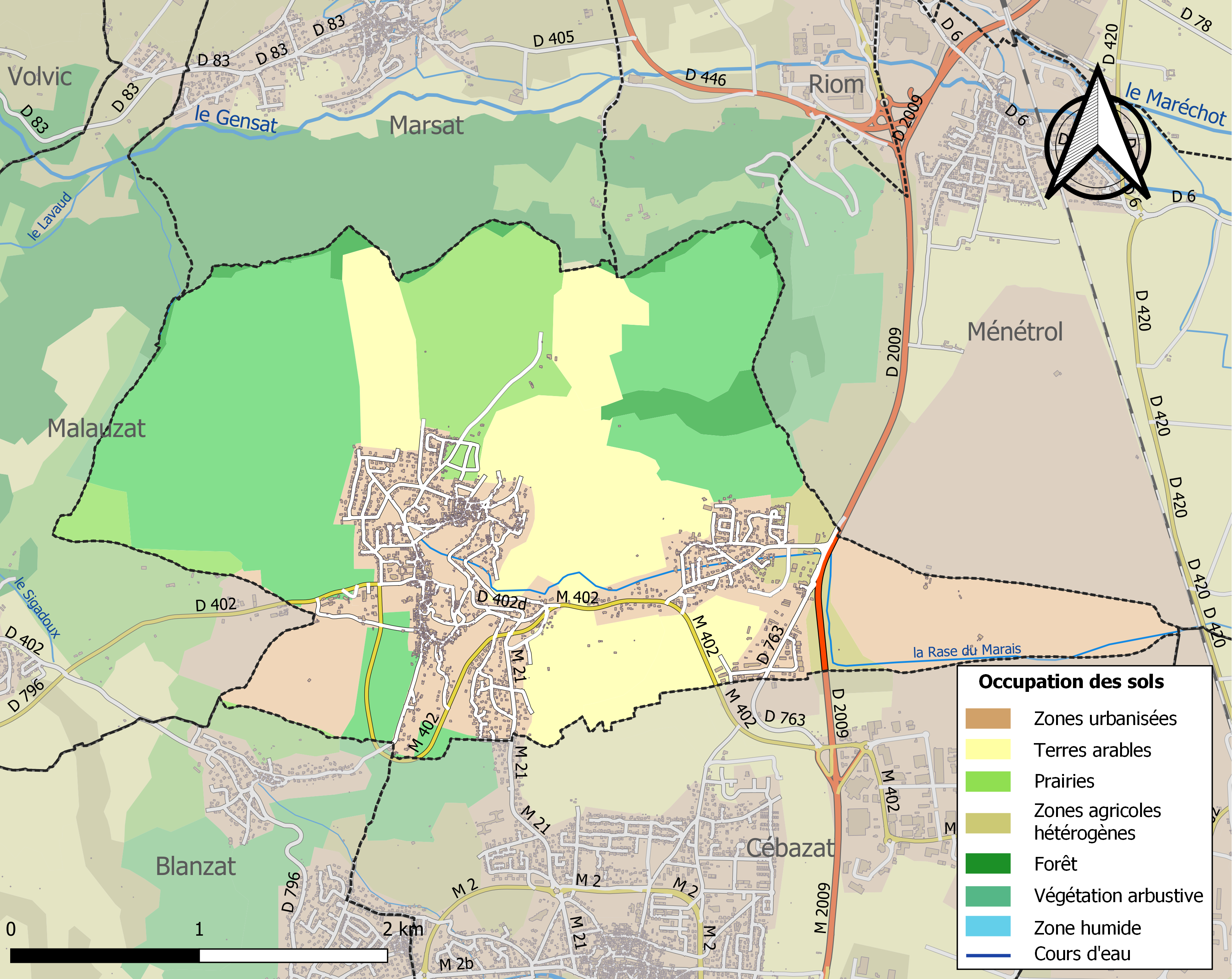
Kaart van de gemeente met belangrijkste infrastructuur, bodemgebruik en omliggende gemeenten

## Demografie
Onderstaande figuur toont het verloop van het inwonertal (bron: INSEE-tellingen).